# Diversidad sexual en Palaos
Las personas lesbianas, gays, bisexuales y transgénero (LGBT) en Palaos enfrentan desafíos legales que no experimentan los residentes no LGBT. La actividad sexual entre personas del mismo sexo ha sido legal en Palaos desde el 23 de julio de 2014, cuando entró en vigor el Código Penal actual, pero los hogares encabezados por parejas del mismo sexo no son elegibles para las mismas protecciones legales disponibles para las parejas casadas del sexo opuesto. El matrimonio entre personas del mismo sexo está prohibido constitucionalmente y no existen leyes contra la discriminación relacionadas con la orientación sexual y la identidad de género.
En 2011, Palaos firmó la "declaración conjunta para poner fin a los actos de violencia y las violaciones de los derechos humanos relacionadas con la orientación sexual y la identidad de género" en las Naciones Unidas, condenando la violencia y la discriminación contra las personas LGBT.

## Legalidad de la actividad sexual entre personas del mismo sexo
Después de las recomendaciones de otros países en el Examen Periódico Universal en octubre de 2011, el gobierno de Palaos prometió despenalizar completamente la homosexualidad. En abril de 2014, el presidente Thomas Remengesau, Jr. promulgó el nuevo Código Penal, que no contiene disposiciones que prohíban las relaciones sexuales consentidas entre personas del mismo sexo. El Código Penal entró en vigor el 23 de julio de 2014.
Anteriormente, la actividad sexual entre hombres del mismo sexo era ilegal y se castigaba con hasta diez años de prisión; sin embargo, la actividad femenina entre personas del mismo sexo era legal.

## Reconocimiento de las relaciones entre personas del mismo sexo
La Constitución de Palaos define el matrimonio entre un hombre y una mujer. La prohibición del matrimonio entre personas del mismo sexo se agregó a la Constitución en 2008. La prohibición fue una de las 22 enmiendas aprobadas durante el referéndum del 4 de noviembre de 2008.
En los últimos tiempos, ha habido movimientos para derogar la prohibición constitucional del matrimonio entre personas del mismo sexo. En julio de 2019, en respuesta a una pregunta en una conferencia de prensa semanal sobre sus pensamientos sobre el tema, el presidente Thomas Remengesau, Jr. dijo que apoya la derogación de la prohibición, diciendo que cree en la igualdad total, calificándola de discriminatoria, "Aquellos que son diferentes no significa que deban ser marginados, ciudadanos de segunda clase o que no puedan contribuir a la comunidad. Entonces quiero dejar en claro que no creo en la enmienda constitucional que promueve la discriminación, quiero que quede constancia de que apoyo los derechos de cada individuo, cualquier palauano, a ser tratado por igual... Tratémonos unos a otros con respeto y dignidad. Esto no será positivo para nosotros a nivel de la ONU como la tendencia todo el mundo se está abriendo a estos derechos individuales, pero estamos dando un paso atrás". Remengesau finalizó sus declaraciones, con "mientras crean en Dios como todo el mundo, podemos tratarnos con respeto y dignidad". Los activistas locales aplaudieron sus comentarios y lo calificaron como un "acto muy sorprendente y progresista".

## Condiciones de vida
Las demostraciones abiertas de afecto entre parejas del mismo sexo pueden ofender a otras personas.
En Palaos, los términos mengol a otaor (que se traduce literalmente como "llevar una gran madera flotante") y menga tuu ("comedor de plátanos") se refieren a los hombres homosexuales y se consideran despectivos.
Varios palauanos homosexuales eligen emigrar a la vecina Guam o a los Estados Unidos debido al rechazo social que pueden enfrentar en su país.